# 미사중학교
미사중학교(渼沙中學校)는 대한민국 경기도 하남시 망월동에 있는 공립 중학교이다.이학교의 대표하는것은 소나무이고 은모래와 금모래이다.

## 학교 연혁
- 2014년 12월 31일 : 미사중학교 설립 인가
- 2015년 3월 1일 : 초대 이종진 교장 취임
- 2015년 3월 2일 : 신입생 입학식 2학급(42명), 2학년(18명), 3학년(18명)
- 2015년 3월 2일 : 혁신공감학교 지정
- 2016년 2월 4일 : 제1회 졸업식 졸업생(22명)
- 2016년 3월 1일 : 특수학급 1학급 증설
- 2018년 3월 2일 : 교육부지정 자유학년제 선도학교
- 2018년 8월 8일 : 위(Wee) 클래스 지정교
- 2018년 7월 11일 : 미사아티움 개관(5층)
- 2018년 10월 2일 : 디지털교과서 선도학교 지정
- 2022년 9월 1일 : 제4대 임향춘 교장 취임
- 2024년 1월 8일 : 제9회 졸업식 졸업생(355명) 누계(1,507명)
- 2024년 3월 4일 : 신입생 입학식 14학급(447명)

## 참고 자료
- 미사중학교 - 한국교육학술정보원 학교알리미